# ماري آن أونغر
ماري آن أونغر (بالإنجليزية: Mary Ann Unger)‏ هي نحّاتة أمريكية، ولدت في 1945 في نيويورك في الولايات المتحدة، وتوفيت في 28 ديسمبر 1998 في نيويورك في الولايات المتحدة. اشتهرت أونغر بأعمالها العامة ذات المقاييس الكبيرة وشبه التجريدية، والتي استحضرت الجسد والجراح المُضمدة واللحم والعظام. وهي معروفة بتشكيلاتها القاتمة والمنتفخة التي على شكل عوارض. أظهرت منحوتاتها مواضيع كونية مثل الموت وإعادة الإحياء (البعث)، وتوصف هذه المنحوتات بأنها عابرة للزمان والمكان. تلقت أونغر زمالة غوغنهايم ومنحة مؤسسة بولوك-كراسنر، وكانت زميلة مقيمة في مجمع يادو للفنانين.
توجد أعمالها في مجمعات مثل متحف هيرشورن وحديقة النحت ومتحف بروكلين للفنون ومتحف فيلاديلفيا للفنون.

## نشأتها وحياتها
وُلدت عام 1945، ونشأت وترعرعت في ولاية نيوجيرسي الأمريكية. تعلمت كيفية اللحام والقولبة والنقش كطالبة مرحلة جامعية أولى في كلية ماونت هوليوك الخاصة، وحصلت على شهادة البكالوريوس عام 1967. بعد سنة من الدراسات العليا في جامعة كاليفورنيا في مدينة بيركلي، قضت عدة سنوات في السفر، منها رحلة سافرت فيها بمفردها عبر شمال أفريقيا. نالت بعدها على درجة الماجستير في الفنون الجميلة من جامعة كولومبيا عام 1975، وهناك درست مع رونالد بلادين وجورج سوغرمان. كان لديها معارض منفردة في مركز مدينة نيويورك للنحت ومتحف ولاية نيوجيرسي ومعرض كلارفيلد بيري ومعرض ترانز هادسن. أصبحت مشهورة بتشكيلاتها القاتمة والمنتفخة التي على شكل عوارض ممددة أو مسنودة (مدعمة) ضمن مجموعات. صُنعت هذه القطع من الهيدروكال، وهو عبارة عن جص خفيف الوزن، المقولب فوق هياكل فولاذية، مع سطوح تظهر مشوهة ومحروقة. توفيت أونغر عام 1998 في عمر الثالثة والخمسين بسبب سرطان الثدي.

## فنها العام
أعدّت أونغر تركيبًا خاصًا بالموقع سُمي تويد غاردن داخل محكمة تويد في نيويورك عام 1985. كان عملًا ذا منظور بيئي مُجمّعًا على شكل غابة مع ممرات. الأعمدة العشر المطلية كل منها طوله 9 أقدام وتتفتح في نهاياتها كالأشجار أو الأزهار. الأعمدة فارغة في الوسط وترتفع في طبقات لتصل إلى الضوء الآتي من القبة الزجاجية الموجودة في الأعلى. وُصف بأنه عمل ثقيل بمعناه لكن خفيف وتزييني من المنظور المعماري.
في نفس تلك السنة، أعدّت أونغر تركيبًا خاصًا بالمكان لمتحف فيليب وموريل بيرمان للفنون في كلية أورسينوس الخاصة في ولاية بينسلفانيا. كانت تركيبة منحوتة أونغر المُسماة معبد تُشبه شرفة المراقبة (مقصورة مفتوحة في حديقة) من الألمنيوم الأحمر متوضع بين مجموعة من أشجار الكرز. شُكّل على أسلوب الأعمال الهيكلية المخرّمة وكانت صفائح الألمنيوم على شكل أضلاع.
من بعيد، يظهر المَعلَم كزينة احتفال ضخمة. عكَس هيكله الملون الذي يشبه السيرك فن عمارة الحدائق في القرن التاسع عشر، لكنه ظل مندمجًا مع الحديقة بشكل جيد.
في عام 1988، وُضعت منحوتة العائلة لأونغر في حديقة مشفى بيليفو في مدينة نيويورك. دعاها النقاد نقطة انطلاق بالنسبة لفنانة كانت أعمالها الخاصة والعامة السابقة متفرقة الأفكار. تتألف المنحوتة من أشكال تجريدية ذات حجم طبيعي ومتسقة مع بعضها كأنها عملية متتابعة. كل جزء منها ذو مغزى وذو منظور فني معماري. وُصف أحدها بأنه يشبه ذيل التنين أو على شكل جزرة مع أثداء مخروطية كبيرة، بينما يشبه الآخر مزيجًا من قنطرة، وسُلّم (قابل للطوي)، ولاعب جمباز يتمطط. يأخذ الثالث شكلًا من جزءين، الجزء الأعلى كالشوكة الرنانة والجزء السفلي كجسد متعرج شهواني يلبس ثوبًا. استخدمت أونغر بنجاح الاسمنت المطلي المحمّل على الفولاذ لاستحضار تشكيلٍ أرضي أو عضوي.
نُصّب مَعلَم أونغر الكبير ذو الشكل الواسع والمهوّى والمعروف باسم قصيدة إلى تاتلين كمنحوتة دائمة عام 1991 من قبل مدرسة آرون كوبلاند للموسيقا في كلية كوينز في مدينة نيويورك. تشكل المنحوتة مدخلًا إلى الكلية على شكل إهليلج مقسوم إلى نصفين ليترك فتحة دخول بين هذين النصفين. استُلهم هذا العمل الفني من مَعلَم إلى الشيوعية الدولية، وهو بناء ضخم صممه الفنان الروسي فلاديمير تاتلين ولم يُبنَ قط. كان يُفترض أن يوحي بمَدرَج موسيقي ودعائم على شكل الأفعوانية مع عارضة على شكل ممر ينطلق عاليًا ويعترض رتابة الشكل مع امتداد غير متسق للهيكل من الأسفل حتى الأعلى. لم يُعجب النقاد بألوان مثلجات الفاكهة المطلية على الصفائح لأنهم رأوا أن الحلاوة الزائدة أمر مُنفر؛ لكن، من نظرة أكثر بُعدًا، أقرّ النقاد بالقوة والروعة التي أضفاها على البيئة العادية المحيطة به.

## معارضها
عُرض عمل أونغر في معرض عام 1985، وكان عنوان المعرض: «الشكل بمثابة صورة للروح»، في مركز النحت في نيويورك. كان موضوعه الرئيسي استخدام الأشكال البشرية في تحدي التجارب والردود الشاقة والشديدة ونقلها. بدا المعرض وكأنه منطقة حرب، وكان تذكيرًا بأن الأقوال العاطفية (الانفعالية) المُعلنة هي دائمًا ممكنة. كان للعرض إطار وصبغة العمل الذي أسهمت به ماري آن أنغر. كان واحد من أعمالها، تحت اسم المتوسلة، قطعة ضخمة مصنوعة من الهايدروكال. يمكن وصفها بأنها تمثل رأسًا صلعاء متوضعة على عمود فقري يسند أربعة نهود مصطفة بشكل رأسي. مع أذرع ممدودة، تشبه ريش أو أجنحة طائر من قبل التاريخ، وفم كبير مفتوح باتجاه السماء، تشير المنحوتة  إلى رغبة جنونية وتمثل صرخة ألم وأغنية للإيمان.
في عام 1989، نسّقت عرضًا يدعى «في الاتجاه القاتم»، في مركز النحت في نيويورك. أظهر هذا العرض أعمالًا من قِبل النساء الذين استخدموا الشكل البشري لتشكيل مشاعر الخوف والفقد والألم، وكان مستوحى من صراع  أونغر مع السرطان. في هذا العرض، حاولت التركيز على الحقيقة المجردة والمادية والبحث عن تجربة متبادلة وبسيطة. ضمت أونغر أيضًا منحوتتها الحديدية المترابطة، الحارس، والتي عبرت أيضًا عن المعاناة. تُظهر هذه المنحوتة امرأة عارية مفصولة من وسطها ويداها على أردافها. فم المنحوتة كحفرة تواجه السماء وذراعاها كالأجنحة. يوحي هذا الشكل الدنيوي إلى آلهة خصوبة تُصر على قدرتها على الإنجاب وتصرخ لتخرج من جسدها. كان عرض «في الاتجاه القاتم» مليئًا بالتشكيلات حول جسد المرأة المُشكّل بأيدي نساء.
في عام 1989، عرضت أونغر أيضًا عملًا سُميّ حاملو النعش في مهرجان مركز النحت في مركز سناغ هاربر الثقافي في جزيرة ستاتين. المنحوتة مصنوعة من الهايدروكال المصبوب على الفولاذ مع الصباغ والشمع والغرافيت. يبدو أن مرض أونغر أدى إلى أن تصبح متعمقة أكثر بالنفس، وأدى أيضًا إلى تشكيلها أعمالًا فنيةً من الأجساد، وتتناول هذه الأعمال موضوع هشاشة الذات. منحوتة حاملو النعش هي تمثيل لطريقة التصميم ذات الدعائم والعارضة، وهي عبارة عن جزء أفقي متوضع فوق فتحة مُتشكّلة من عمودين رأسيين. في المنحوتة، العمودان الرأسيان على شكل ساعدين تُدعِّمان القطعة العلوية التي تأخذ شكل قطعة من السجق مغطاة بضمادات دامية. يبدو على أونغر أنها تكشف عن ألمها من خلال الجروح المتفشية؛ بالنسبة للبعض، كانت المنحوتة مؤلمة جدًا للنظر. تعني أيضًا العبور والتحول والحياة الجديدة. وُصفت بأنها تترك انطباعًا عن المعركة الأزلية بين الموت والحب، ويتصدر الموت هذه المعركة. عُرض العمل لاحقًا في معرض «رموز قاتمة» المُقام في معرض كلارفيلد بيريفي نيويورك عام 1992.
في معرض «رموز قاتمة» (في مدينة نيويورك، عام 1992) كانت أونغر تجتاز نوبة من السرطان والتي ساعدت في توسيع النطاق المجازي لسلسة أعمالها من شخص يصرخ بسبب الاضطهاد إلى تأمل عام ولكن قوي عن الخلود. احتوى المعرض سبع منحوتات، جميعها من الهياكل الفولاذية الملفوفة بشاش منقوع بالجص، وملون باستخدام الطلاء والشمع والغرافيت.